# Engertia setifera
Engertia setifera är en skalbaggsart som beskrevs av Moser 1913. Engertia setifera ingår i släktet Engertia och familjen Melolonthidae. Inga underarter finns listade i Catalogue of Life.